# Trackball

Un trackball, cuvânt englez pronunțat /ˈtræk.bɔ:l/ (v. AFI), este un dispozitiv de indicare constând într-o bilă aflată într-un soclu care conține senzori ce detectează rotația bilei pe cele două axe — asemănător unui maus cu susul în jos, cu bila la vedere. Pentru a mișca cursorul pe ecran utilizatorul învârte bila cu degetele sau cu palma mâinii. Pentru o poziționare mai facilă a cursorului, la stațiile de lucru CAD sunt de obicei folosite bile mai mari. Înainte de răspândirea touchpad-ului, trackball-urile (mici) erau folosite și pe calculatoarele portabile, în jurul cărora uneori nu există loc suficient pentru folosirea unui maus.
Trackball-ul a fost inventat de Tom Cranston și Fred Longstaff ca parte din sistemul "DATAR" al Marinei Regale Canadiene (Royal Canadian Navy ) în 1952, cu unsprezece ani înaintea inventării mausului. Primul trackball a folosit o bilă de bowling canadian (cu cinci popice).